# Ryan Gibbons
Ryan Gibbons né le 13 août 1994 à Johannesbourg, est un coureur cycliste sud-africain.

## Biographie
Ryan Gibbons commence dans le cyclisme par l'intermédiaire de ses parents, tous les deux cyclistes. Tout d'abord, il s'essaie au VTT et participe à des courses Gran Fondo, souvent avec ses parents, mais sur des distances plus courtes que ceux-ci.
En 2012, il termine troisième du championnats d'Afrique du Sud sur route juniors et onzième du championnat d'Afrique du contre-la-montre juniors. L'année suivante, il finit troisième du contre-la-montre par équipes avec les élites. Pour 2017, il signe un contrat avec l'équipe de Dimension Data, après y avoir été stagiaire l'année précédente. La même année, il remporte une étape et le général du Tour de Langkawi. En mai, il participe au Tour d'Italie, son premier grand tour. Il termine à trois reprises cinquième d'une étape du Tour d'Italie en 2017, 2018 et 2019.
En 2019, lors du championnat d'Afrique, il est troisième du contre-la-montre et quatrième dans la course en ligne. Il est également quatrième de la Cadel Evans Great Ocean Road Race, son premier résultat notable sur une classique du World Tour. Aux Jeux africains, il  remporte deux médailles d'or, sur le contre-la-montre individuel et, avec l'équipe sud-africaine. Il prend la deuxième place de l'épreuve en ligne.
En avril 2021, il participe à l'Amstel Gold Race, où il est membre de l'échappée du jour.

## Palmarès
- 2012
  - 3e du championnats d'Afrique du Sud sur route juniors
- 2013
  -  Médaillé de bronze du championnats d'Afrique du contre-la-montre par équipes
- 2014
  - 2e du championnat d'Afrique du Sud sur route espoirs
  - 3e de l'Amashova National Classic
- 2015
  - Tour Durban
  - 2e étape de l'Anatomic Jock Race
  - 5e étape du Clover Tour
  - Lost City Classic
- 2016
  - 2e du championnat d'Afrique du Sud du contre-la-montre espoirs
  - 2e du championnat d'Afrique du Sud sur route espoirs
- 2017
  - Tour de Langkawi :
    - Classement général
    - 5e étape
- 2018
  - 2e du championnat d'Afrique du Sud du contre-la-montre
- 2019
  -  Médaillé d'or du contre-la-montre aux Jeux africains
  -  Médaillé d'or du contre-la-montre par équipes aux Jeux africains (avec Jayde Julius, Jason Oosthuizen et Kent Main)
  - 2e du championnat d'Afrique du Sud sur route
  -  Médaillé d'argent de la course en ligne aux Jeux africains
  -  Médaillé de bronze du championnat d'Afrique du contre-la-montre
  - 4e de la Cadel Evans Great Ocean Road Race
- 2020
  -  Champion d'Afrique du Sud sur route
- 2021
  -  Champion d'Afrique du Sud du contre-la-montre
  -  Champion d'Afrique du contre-la-montre
  -  Champion d'Afrique sur route
  -  Champion d'Afrique du contre-la-montre par équipes (avec Kent Main, Gustav Basson et Jason Oosthuizen)
  -  Champion d'Afrique du contre-la-montre par équipes mixte (avec Kent Main, Gustav Basson, Carla Oberholzer, Frances Janse van Rensburg et Hayley Preen)
  - Trofeo Calvià
- 2022
  - 3e du Trofeo Alcúdia-Port d'Alcúdia
- 2024
  -  Champion d'Afrique du Sud sur route
  -  Champion d'Afrique du Sud du contre-la-montre

## Résultats sur les grands tours

### Tour de France
2 participations
- 2020 : 121e
- 2024 : 87e

### Tour d'Italie
4 participations
- 2017 : non-partant (16e étape)
- 2018 : 84e
- 2019 : 91e
- 2023 : 68e

### Tour d'Espagne
2 participations
- 2018 : 82e
- 2021 : 36e

## Classements mondiaux
| Année                                 | 2014 | 2015 | 2016 | 2017  | 2018  | 2019 | 2020 | 2021 | 2022 | 2023  | 2024 |
| ------------------------------------- | ---- | ---- | ---- | ----- | ----- | ---- | ---- | ---- | ---- | ----- | ---- |
| UCI World Tour                        |      |      | nc   | 339e  | 377e  |      |      |      |      |       |      |
| Classement mondial                    |      |      | 877e | 215e  | 1119e | 92e  | 277e | 82e  | 419e | 1373e | 308e |
| UCI Europe Tour                       | nc   | nc   | 598e | 1412e | 1376e |      |      |      |      |       |      |
| UCI Asia Tour                         | nc   | nc   | nc   | 10e   | nc    |      |      |      |      |       |      |
| UCI Africa Tour                       | 161e | 69e  | 188e | 70e   | 97e   | 3e   | 6e   | 2e   | 13e  | 80e   | 8e   |
|                                       |      |      |      |       |       |      |      |      |      |       |      |
| Légende : nc = non classéSource : UCI |      |      |      |       |       |      |      |      |      |       |      |